# سلیسیتر
سِلیسیتِر (به انگلیسی: solicitor) یک پیشه حقوقی در کشورهای پیرو نظام حقوقی کامن لا است. وظیفه سلیسیترها که می‌توان آنان را مشاور حقوقی یا مشاور قضایی نامید، آماده کردن پرونده‌هایی است که دفاع از آنان برعهده باریسترها است.
سلیسترها فقط در دادگاه‌های تالی (محاکم پایین رتبه) حق حضور و دفاع را دارند ولی در دادگاه‌های عالی نمی‌توانند به عنوان وکیل مدافع حاضر شوند به یک معنا می‌توان گفت که شغلی که در کشورهای پیرو نظام حقوق رومی-ژرمنی از جمله ایران با نام وکیل دادگستری شناخته می‌شود در حقوق انگلستان به دو شغل باریستر و سلیسیتر تقسیم شده‌است.
شغل سلیستر علاوه بر انگلستان در کشورهایی چون ایرلند، هنگ کنگ، و برخی ایالت‌های استرالیا هم دیده می‌شود. در آفریقای جنوبی نیز این پیشه وجود دارد اما با نام اتورنی (Attorney) شناخته می‌شود. در کانادا، نیوزیلند و بیشتر ایالت‌های استرالیا وظایف باریستر و سلیستر ادغام شده و وکلا می‌توانند هم باریستر و هم سلیستر باشند.
تا قرن نوزدهم در ایالات متحده نیز پیشه سلیستر وجود داشت و به وکلایی گفته می‌شد که در «دادگاه‌های انصاف (مُهرداری)» (دادگاه‌هایی که بر اساس قواعد انصاف رای می‌دادند) شرکت می‌کردند، در نقطه مقابل اتورنی‌ها در «دادگاه‌های کامن لا» (دادگاه‌هایی که بر اساس اصول کامن لا رای می‌دادند) به دفاع می‌پرداختند. با انحلال دادگاه‌های انصاف این پیشه نیز از میان رفت اما امروزه از این واژه همچنان در معنای مشاوران حقوقی دولت استفاده می‌شود. «سلیستر جنرال» در آمریکا حقوقدانی است که به نمایندگی از دولت فدرال ایالات متحده در جلسات دیوان عالی آمریکا شرکت می‌کند.